# Non-no TV
『non-no TV』（ノンノ・ティーヴィー）は、BS-TBSで2010年10月2日から2012年3月17日まで放送されていた情報番組。ハイビジョン制作。全54回。
YouTube内のnon-no公式チャンネル「non-no channel」にて番組の一部が配信されている。

## 概要
BS-TBSと集英社の雑誌『non-no』が連動。雑誌モデルたちが誌面では伝えきれない情報を提供する。同局で2009年度に放送された雑誌『Seventeen』とのコラボによるバラエティ番組『激モテ!セブンティーン学園』に続き、丹羽プロデューサーと越崎編集長（『Seventeen』→『non-no』）のコンビが手がけている。
2011年4月、YouTubeに開設されたnon-no公式チャンネル「non-no channel」にて番組の一部を配信開始。

## 出演者
non-noモデル
- 岸本セシル
- 佐藤ありさ
- 本田翼
- 大政絢
- 日南響子
- 岡田紗佳
- SAORI
- 桐谷美玲
- 荒井萌
- 佐々木希
- 佐藤栞里
- 七菜香
- 西田有沙
- 岩本乃蒼
- 大島なぎさ
- 上田眞央
- 水沢エレナ
- 上間美緒

ほか

## コーナー
「チェックマ」
non-noモデルが“チェックマガール”としてトレンド情報をリポートするロケコーナー。『non-no』の連載企画「ガールズトレンド くまなくチェックマ!」のスピンオフ。出演は佐藤ありさ、佐藤栞里、七菜香。当初は3人が入れ替わりでペアで出演、第9回以降はトリオで出演している。第28回からTBSアナの杉山真也（番組ナレーション担当）が新加入、これに伴い当コーナーのナレーションは杉山アナに代わりささきのぞみが務めている。

ファッション探偵
non-noモデルが毎回1つのファッションブランドの展示会に行って、おすすめアイテムなどを紹介してもらうロケコーナー。出演は本田翼、上田眞央。
ビューティー探偵
non-noモデルがメイク術や最新コスメなどを紹介する。後半は出演モデルの私服&バッグチェック。

セレブパーティーへ行こう!
non-noモデルたちが出演するイベント「LUXボディスペシャルnon-noTVセレブパーティー」の宣伝用ミニドラマ。名門「高嶺ノ華女学院」学生寮を舞台に、誰よりもオシャレが大好きな仲良し4人組の寮生活がコメディタッチで描かれる。全4回。
- 出演：エレナ（水沢エレナ）、ナナカ（七菜香）、ツバサ（本田翼）、シオリ（佐藤栞里）
- スタッフ/ナレーション：神宮雄大、撮影：田中一成、音楽：遠藤浩二、スタイリスト：松尾正美、制作協力：ボイス&ハート、脚本：加藤淳也、プロデューサー：丹羽多聞アンドリウ、監督：吉田秋生

## 放送時間
2010年10月に毎週のレギュラー放送としてスタート。2011年4月から6月までは月1放送になり放送曜日も変わるが、7月から再びレギュラー放送に復帰した。2011年10月から12月までは放送開始時の曜日・時間に戻るが、2012年からは再び月1放送となる。
放送日の変遷
- 2010年10月2日 - 2011年3月26日 / 毎週土曜日 23:30 - 翌0:00
- 2011年4月22日 - 6月24日 / 第3金曜日 23:00 - 23:30[1]
- 2011年7月8日 - 9月30日 / 毎週金曜日 23:00 - 23:30
- 2011年10月8日 - 12月24日 / 毎週土曜日 23:30 - 翌0:00
- 2012年1月21日 - 3月17日 /  毎月第3土曜日 23:30 - 翌0:00　再放送：第4土曜日 23:30 - 翌0:00

放送休止
- 2011年3月12日は、前日に発生した東北地方太平洋沖地震による特別編成のため。
- 2011年9月2日は、『世界陸上韓国テグ大会デイリーハイライト』（23:00 - 翌0:00）のため休止。
- 2011年12月31日は、年末年始特番『年またぎ酒場放浪記』のため休止。

## 放送リスト
| 2010年 | 2010年   | 2010年 |
| 回     | 放送日   | 放送内容 |
| ------ | -------- | --- |
| 1      | 10月2日  | - パーティーコーデ大公開（non-noモデル16名/ ナビゲート：矢野未希子） - 表紙撮影に密着!（岸本セシル） - チェックマ「人気チュロス店に潜入!」（佐藤栞里、佐藤ありさ） |
| 2      | 10月9日  | - お伊勢参り特集に密着（佐藤ありさ、赤谷奈緒子） - チェックマ「ベリーダンスに挑戦」（佐藤ありさ、七菜香） - 「ホンマの矢野未希子」心理テスト『理想の結婚生活』 |
| 3      | 10月16日 | - 表紙撮影に密着!（佐々木希） - 高橋絵美のランニング日記 - チェックマ「最新小顔エステを体験」（佐藤栞里、七菜香） - 特別企画 成宮寛貴の撮影現場に密着! |
| 4      | 10月23日 | - 「希の決意」の撮影現場に密着（佐々木希） - 黒希vs白希 人気ランキング!! - チェックマ「プリシールスティック」（佐藤ありさ、佐藤栞里） - non-noモデルオーディションに潜入! |
| 5      | 11月6日  | - nono-noモデル×Dip Drops コラボアイテム（矢野、岸本、佐藤ありさ） - みっこがフリークライミングに挑戦!（矢野未希子） - 「ホンマの矢野未希子」心理テスト『どんな恋をしているか』 - チェックマ「チョコレート専門カフェ」（佐藤栞里、七菜香） - 高橋絵美のランニング日記 - 高橋絵美のスイーツクッキング - 読者モデルが今話題の美脚ダイエットに挑戦! |
| 6      | 11月13日 | - 佐藤ありさ non-no初の表紙撮影!! - 大政絢 non-noデビュー撮影に潜入! - 大政絢×五十嵐隼士 X'masパワースポットデート - チェックマ「簡単ししゅう」（佐藤栞里、七菜香 ） - 「ルゥ日和」の撮影現場に潜入!（岸本セシル） |
| 7      | 11月20日 | - 佐藤ありさ特集に密着 - 佐々木希のプチプラコーデ - イケメンユニットD☆DATE 新メンバーオーディション - non-noモデル×D☆DATE 特別企画Xmasデート （赤谷奈緒子&堀井新太、岸本セシル&瀬戸康史） - 大政絢×佐藤栞里「韓国ソウル」に密着 - 矢野未希子驚きの霊視鑑定（飼犬・グレム）                                                                       |
| 8      | 11月27日 | - 連載「希の決意」撮影に密着（佐々木希） - non-noモデル×D☆DATE 特別企画Xmasデート（佐藤ありさ、荒木宏文） - 注目のイケメン「甘男子」に密着（水田航生、太田基裕、前田公輝） - 大政絢×佐藤栞里「韓国ソウル」に密着 - non-noモデル×田中アナ 女子会ガールズトーク （佐藤栞里、赤谷奈緒子、野崎萌香、本田翼、田中みな実）                             |
| 9      | 12月 4日 | - 「チェックマ」スペシャル 「話題沸騰のお店めぐり」「大人の隠れ家に潜入」（佐藤ありさ・栞里、七菜香） 「『ミュージカル・テニスの王子様』の新キャスト」（小越勇輝、和田琢磨） - non-noモデル×田中アナ 女子会ガールズトーク - 高橋絵美のランニング日記                                                                                             |
| 10     | 12月11日 | - クリスマスSP『冬コレ』大特集!（ノンノモデル、TAKAHIRO、D☆DATE） - 「non-noモデルオーディション2010」決戦大会（最終候補者24名） 新モデル誕生の舞台裏に密着（大島なぎさ、上田眞央、神崎ルイ） |
| 11     | 12月18日 | - 佐々木望の本音を直撃 - 萌香&絢「クローゼットの中身」「部屋の間取り」大公開 - チェックマ「おうちパーティグルメBEST3」 - 「ホンマの矢野未希子」心理テスト『理想の結婚相手』 - 三代目JSB登場 |
| 12     | 12月25日 | - 佐藤ありさのダズリン着回し20days - 松坂桃李の撮影現場に密着 - 本田翼の「マジ私服」「部屋の間取り」大公開! - 愛唯×七菜香の中国ガールズ旅 - 世界的アーティストに直撃取材（じょんて★もーにんぐ） |

| 2011年                          | 2011年   | 2011年 |
| 回                              | 放送日   | 放送内容 |
| ------------------------------- | -------- | --- |
| 13                              | 1月8日   | - 晴れ着姿披露（佐藤栞里、赤谷奈緒子、大政絢、七菜香） - 佐々木希の愛犬登場 - 愛唯×七菜香の中国ガールズ旅（後編）ミス・インターナショナルに潜入 - チェックマ「タイムスリップできるお店」 - チェックマ流新年会 - セシルの「古着MIX」「ヘアアレンジ」 - ミュージカル『テニスの王子様』舞台稽古に潜入（七菜香） |
| 14                              | 1月15日  | - 佐々木希 2011年やりたいことBEST3 - 大東俊介&大政絢 遊園地デート - チェックマ「日本生まれのかっこいいモノ」 - ありさ&翼 手作りチョコに挑戦 - セシルの「ルゥ日和」 |
| 15                              | 1月22日  | - 希@マーク・ジェイコブス（梨花） - 山本裕典&佐藤ありさ ドライブデート - 溝端淳平&岸本セシル 温泉旅行デート - ありさのスイッチング着回し術 - チェックマ「プレッツェル専門店」 - みっこ おすすめボディケアBEST3 |
| 16                              | 1月29日  | - セシル×栞里ロケ in USJ（前編） - 瀬戸康史&赤谷奈緒子 スケートデート - チェックマ「都心で沖縄ビューティー」 - 新モデルのドキドキ初撮影（岩本乃蒼、上田眞央、西田有沙、大島なぎさ） |
| 17                              | 2月5日   | - 松坂桃李の新連載「極めろ男前道」 - 「翼ボーイッシュ」（本田翼） - チェックマ「最新バレンタインチョコ」 - セシル&栞里ロケ in USJ（後編） - 三浦翔平&矢野未希子 夜景デート |
| 18                              | 2月12日  | - 「マーク・バイ・マークジェイコブス」春の新作チェック（大政絢） - 「春の大人計画着回し」佐藤ありさ・新社会人 - チェックマ「ヘルシー!隠れ家スイーツ」 - 美脚エクササイズに挑戦（西田有沙、スティーブン・ヘインズ） - 自宅インテリア改造計画に挑戦（上田眞央、真瀬寛子） |
| 19                              | 2月19日  | - 「春の大人計画着回し」本田翼・新大学生 - 佐々木希「希の決意」 - 「高橋絵美のランニング日記」湘南国際マラソンに挑戦 - チェックマ「テディベア・ミュージアム」 - 小顔メソッドに挑戦（岩本乃蒼、寺門琢巳） |
| 20                              | 2月26日  | - セシルの「ルゥ日和」 - 「春の大人計画着回し」佐藤栞里・アパレル一年生 - 三浦翔平の撮影現場に潜入 - チェックマ「おしゃカメ専門店」 - AAAインタビュー |
| 21                              | 3月5日   | - 「COACH POPPY」春の新作（大政絢） - チェックマ「手作りキャンディーショップ」 - 松坂桃李「極めろ男前道」英会話 - お泊り女子会in箱根（高橋絵美、大森美和） - 瀬戸康史 映画『ランウェイ☆ビート』 |
| 22                              | 3月19日  | - 佐々木希「希の決意」 - チェックマ「モスカフェの大満足メニュー」 - 特集「ハダカの男ゴコロ」1人温泉癒し旅（溝端淳平） - 岸本セシルの表紙撮影 |
| 23                              | 3月26日  | - 新生活コーデ「ヘザー」（岸本セシル、佐藤ありさ） - チェックマ「古いレストランで女子会」 - セシルの「ルゥ日和」着ぐるみバイト - DIAMOND☆DOGS初登場 |
| 放送日変更（毎週土曜→第3金曜）  |          | |
| 24                              | 4月1日   | - 新生活コーデ「ローリーズファーム」（岸本セシル、佐藤ありさ） - 特集「変わりゆく俺たち。」D☆DATEのPV舞台裏 - チェックマ「超贅沢チョコレート」 |
| 25                              | 4月22日  | - 大政絢 表紙撮影潜入 - タンブリング舞台 - 岸本セシル5大モデル価格別コーディネートに挑戦 - チェックマ「シェラトンホテル」 |
| 26                              | 5月20日  | - 表紙撮影、春の新作アイテムチェック、カッコイイ希に挑戦!（佐々木希） - 連載「ハダカの男ゴコロ」温泉癒し旅（瀬戸康史） - チェックマ人形PR（佐藤ありさ、佐藤栞里、七菜香） |
| 27                              | 6月24日  | - 特集「和non-no」浴衣で女子会（佐々木希、佐藤ありさ、佐藤栞里、七菜香） - セシルの表紙撮影に密着 - 連載「ハダカの男ゴコロ」温泉癒し旅（三浦翔平） - チェックマ「タコライス専門店」 |
| 放送日変更（第3金曜→毎週金曜）  |          | |
| 28                              | 7月8日   | - 「岸本セシルのガンバLuu!」陶芸に挑戦 - チェックマ「生パスタ専門店」（佐藤ありさ、佐藤栞里、七菜香、杉山真也） - チェックマガールの新CMの撮影に密着! ロート製薬「もぎたて果実」 - チェックマガールズ 1分ドラマ「Lip Lip Lip」妄想デート編 - ファッション探偵「NICE CLAP」（本田翼、上田眞央） - 田中美保 写真集「Miho」発売記念握手会                                                                                         |
| 29                              | 7月15日  | - 佐々木希のコットンクラウド着回し術（三浦翔平） - チェックマ「練りたてアイスクリーム」 - チェックマガールズ1分ドラマ「Lip Lip Lip」ハワイロケ編 - ありさの表紙撮影に密着 - ファッション探偵「ジェラート・ピケ」 - テニミュに再注目!（小越勇輝、和田琢磨ほか） |
| 30                              | 7月22日  | - 岸本セシルのやせ見え着回し術（賀来賢人） - 僕らの夏Tシャツ（大東俊介、山本裕典） - チェックマ「ミスドで最新夏スイーツ」 - チェックマガールズ1分ドラマ「Lip Lip Lip」女子友編 - ファッション探偵「AG by aquagirl」 |
| 31                              | 7月29日  | - 大政絢のモデル・女優着回し術（市川知宏） - チェックマ「原宿の大人気パンケーキ!」 - チェックマガールズ1分ドラマ「Lip Lip Lip」夢のドバイでプリンス!?編 - ファッション探偵「agnès b. VOYAGE」 - D☆DATEが海で夏ロケ! |
| 32                              | 8月5日   | - 本田翼のプチプラ着回し術 （佐藤栞里、野崎萌香、D-BOYS：碓井将大、高橋龍輝、山田悠介） - 「岸本セシルのガンバLuu!」フラワーアレンジメントに挑戦 - チェックマ「焼小籠包」 - チェックマガールズ1分ドラマ「Lip Lip Lip」夏フェス編 - ファッション探偵「dazzlin」 |
| 33                              | 8月12日  | - 佐藤ありさの好感モテ着回し術（オリエンタルラジオ） - チェックマ「銀座で話題のヘルシーレストラン」 - チェックマガールズ1分ドラマ「Lip Lip Lip」プルプル編 - ファッション探偵「MARC JACOBS」（VERBAL） - 舞台「ピグマリオン」に大注目!（市川知宏） |
| 34                              | 8月19日  | - 大政絢のCOOL着回し術 - 連載「佐々木希を生中継! non STREAM」 - チェックマ「ハーゲンダッツ・ハワイアンプレミアム」 - チェックマガールズ1分ドラマ「Lip Lip Lip」宝石箱 Part1 - ミュージカル「ロミオ&ジュリエット」 （城田優、山崎育三郎、昆夏美、フランク莉奈） |
| 35                              | 8月26日  | - non-no MODELなんでもランキング結果発表 （佐藤ありさ、本田翼、七菜香、赤谷奈緒子、水沢エレナ） - 日南響子のSWEET着回し術 - チェックマ「金のとりから」 - チェックマガールズ1分ドラマ「Lip Lip Lip」宝石箱 Part2 - 「松坂桃李の極めろ男前道」漫画に挑戦（やまもり三香） - 「モデルの地元自慢!」佐藤栞里in埼玉 |
| 36                              | 9月9日   | - MILKFED.で大学生活! （岸本セシル、本田翼、野崎萌香、岩本乃蒼、市川知宏、鈴木勝大） - なんでもランキング第2弾（佐々木希、野崎萌香、佐藤栞里、日南響子） - チェックマ「アフタヌーンティー」 - チェックマガールズ1分ドラマ「Lip Lip Lip」夏の紫外線ダメージをケア編 - 翼がGEEKファッションに挑戦! |
| 37                              | 9月16日  | - 佐々木希の表紙撮影に密着 - 「non STREAM」透けアイテム - チェックマ「ギリシャ料理」 - チェックマガールズ1分ドラマ「Lip Lip Lip」残暑はミントでひんやり編 - ビューティー探偵「大人顔メイク」（日南響子） - AAA 新アルバム告知 |
| 38                              | 9月23日  | - 希とセシルの「To b. by agnès b.」撮影の裏側に密着 - チェックマ「中目黒・ケネディ宇宙センター」 - ビューティー探偵「横幅アイメイク」（大島なぎさ） - 「モデルの地元自慢!」水沢エレナ&日南響子が愛知へ里帰り |
| 39                              | 9月30日  | - ありさのレトロクラシック着回しに密着 - 大東俊介NY弾丸ツアー密着第1弾 - ビューティ探偵「最新つけま」（上田眞央） - チェックマ「陶芸に挑戦」 - チェックマガールズ1分ドラマ Lip Lip Lip うすづきピンクで秋恋の予感編 - 「松坂桃李の極めろ男前道」写真撮影に挑戦（大橋愛） |
| 放送日変更（毎週金曜→毎週土曜） |          | |
| 40                              | 10月8日  | - セシルのネイティブMIXガールに密着 - 大東俊介NY弾丸ツアー密着第2弾 - チェックマ「飴細工」 - ファッション探偵 連載「千葉雄大のfashionista宣言＋」 ロライマ相場の小顔マッサージ（水沢エレナ） - 「岸本セシルのガンバLuu!」油絵に挑戦 |
| 41                              | 10月15日 | - セシル表紙撮影の裏側 - 紅茶花伝の撮影に密着（西田有沙、栁俊太郎、岩本乃蒼） - 大政絢の私服着回し - チェックマ「青山で大人気!ゴディバチョコレート」 - D-DATEの舞台稽古場に潜入! - 「ノンノモデルの特別講義」水沢エレナの韓国料理教室 - 新ドラマ『南極大陸』撮影秘話（山本裕典） |
| 42                              | 10月22日 | - セシル出演non-no CM裏側に潜入 - モデル女子旅in箱根（佐藤ありさ、岸本セシル、本田翼、佐藤栞里 赤谷奈緒子、七菜香、野崎萌香、大島なぎさ、水沢エレナ、日南響子） - チェックマ「東京ミッドタウンでハロウィンキャンペーン」 - セレブパーティーへ行こう! 第1話 電話を待ちながら - 「ノンノモデルの特別講義」佐藤ありさの女子ラーメン道 - セシルの私服着回しに密着 - 新ドラマ「怪盗ロワイヤル」に注目（松坂桃李、大政絢、福士誠治） |
| 43                              | 10月29日 | - ありさの私服着回しに密着 - モデル女子旅in箱根 パート2 - セレブパーティーへ行こう! 第2話 あなたの夢はなんですか - チェックマ「焼きたてふわふわワッフル」 - 「松坂桃李の極めろ男前道」ゴルフに挑戦 - ノンノモデルオーディション2011 |
| 44                              | 11月5日  | - 翼の私服着回しに密着 - 「千葉雄大のfashionista宣言＋」トラディショナルスタイル - チェックマ「TORAYA CAFÉ」 - セレブパーティへ行こう! 第3話 安全運転で行こう - 「岸本セシルのガンバLuu!」タヒチアンダンスに挑戦 - non-noモデルのソウルナンバー占い（島田秀平、本田翼、佐藤栞里） |
| 45                              | 11月12日 | - 榮倉奈々の表紙撮影に密着 - チェックマ「ボン フィーユ リュ ファバー 」 - セレブパーティーへ行こう! 第4話 シャッターチャンス - 三浦春馬と佐藤健が初登場 DVD第2弾『HT』を語る - 矢野未希子がノンノを卒業 最後の撮影に潜入 |
| 46                              | 11月19日 | - 榮倉奈々の誌面撮影に密着 - 冬の本命コート着回し（岸本セシル） - 「松坂桃李の極めろ男前道」ボルダリングに挑戦 - チェックマ「2k540 AKI-OKA ARTISAN」 - 「岸本セシルのガンバLuu!」キャンディー作りに挑戦 |
| 47                              | 11月26日 | - 冬の本命コート着回し（佐藤ありさ） - 「千葉雄大のfashionista宣言+」古着ワークスタイル - チェックマ「大人気の2大ブーム麺」 - 水沢エレナのスキンケアテク（小林ひろ美） - 本田翼のBag&私服チェック - 岩本乃蒼のホルチン砂漠緑化活動 前編 |
| 48                              | 12月3日  | - 冬の本命コート着回し（本田翼） - 「佐々木希 Non♥non」お知らせ - 「日南響子BOOK」の撮影に密着 - 「モデルの地元自慢」赤谷奈緒子ふるさと広島めぐり - チェックマ「広尾でマクロビオティックス料理」 - 岩本乃蒼のホルチン砂漠緑化活動 後編 |
| 49                              | 12月10日 | - 大きいさん、小さいさんお悩み解決コーデ（栞里、岩本、SAORI、上間美緒） - セレブパーティに密着!（水沢、七菜香、栞里、本田、D☆DATE） - チェックマ「鎌田でヘルシーメニュー」 - 「岸本セシルのガンバLuu!」アートディレクターに挑戦 - 映画『王様ゲーム』撮影裏話（熊井友理奈、鈴木愛理、桜田通、鶴田法男） |
| 50                              | 12月17日 | - 佐藤ありさの寄せ鍋作りに密着 - 年始年末のイベントコーデ撮影に密着（溝端淳平、野崎萌香） - 「千葉雄大のfashionista宣言+」ロックスタイル - 注目のボーイズユニットD2に密着（D☆DATE、水沢、七菜香、栞里、本田） D2（陣内、近江、前山、西井、大久保、白又、阿久津、根岸、荒井） - 新non-noモデルのハワイごほうび旅行に密着（岡田、荒井、上間、SAORI） - 映画『聯合艦隊司令長官 山本五十六』裏話（五十嵐隼人、碓井将大）           |
| 51                              | 12月24日 | - 「大好き♥本田翼BOOK」の撮影に密着 - non-noモデルの成人式（水沢エレナ、岩本乃蒼、上田眞央、大島なぎさ） - 「松坂桃李の極めろ男前道」アクリル画に挑戦 - チェックマ「しょうが鍋」 - 「エヴァーグリーン・エンタテイメントショー2011 vol.2」 （山本裕典、溝端淳平、岡本玲、佐藤祐基、坂田梨香子ほか） - 新年 大注目の舞台（山本裕典、賀来賢人、西島隆弘）                                                                         |

| 2012年                             | 2012年                             | 2012年 |
| 回                                 | 放送日                             | 放送内容 |
| 放送日変更（毎週土曜→毎月第3土曜） | 放送日変更（毎週土曜→毎月第3土曜） | 放送日変更（毎週土曜→毎月第3土曜） |
| ---------------------------------- | ---------------------------------- | --- |
| 52                                 | 1月21日                            | - 桐谷美玲の表紙撮影に密着 - D☆DATEの新曲PV撮影現場に密着 - セシルと翼のUSJパーフェクトナビ - 「千葉雄大のfashionista宣言+」ミリタリーファッション - 千葉雄大の主演ドラマ取材現場に密着       |
| 53                                 | 2月18日                            | - ありさ&美玲の表紙撮影 - ありさ&絢 初のnon-no表紙撮影 - ありさ&美玲 マーキュリーデュオ着回し - 「千葉雄大のfashionista宣言+」トレンチコート - 山本裕典が映画『桜蘭高校ホスト部』の見所を語る |
| 54                                 | 3月17日                            | - セシル&美玲の表紙撮影に密着 - ありさ&美玲 春の仲良し着回し - オルビス母娘のビューティートリップ（岩本母娘、藤原裕子） - Sサイズモデル春のアイテム○と×（SAORI、上間、高畑充希、明石昌子）    |

## スタッフ
- ナレーション：杉山真也（TBSアナウンサー）、ささきのぞみ
- 構成：嵯峨野功一
- 美術プロデューサー：鈴木浩一
- 技術協力：我影、ROGUE
- 美術協力：アックス
- 企画協力：集英社、non-no、越崎義治、小林亘、湯田桂子（『non-no』副編集長）
- アシスタントディレクター：樋口康平、松本明日香、奥藤理絵
- ディレクター：さとうだいすけ、河原昇吾、若菜久利、赤堀哲也、井村由加、宮内羽純、中島敦、加藤一真、豊嶋隆一、大崎大
- 演出：森口みち子
- プロデューサー：恩田巖（BS-TBS）
- 総合プロデューサー：丹羽多聞アンドリウ（BS-TBS）
- 制作協力：クランクレスト（#1-27）、Punks（#28-）
- 製作著作：BS-TBS

## 関連番組
- 『激モテ!セブンティーン学園』
- 『冬コレ〜X'masスペシャル』

放送日時：2010年12月5日（日）15:00 - 16:00 / BS-TBS
出演：non-noモデル、D☆DATE、モーニング娘。、TAKAHIRO、藤本美貴（MC）、杉山真也（MC）、久保田智子（ナレーター）
スタッフ：構成、プロデューサー、総合PD（以上non-noTVと同じ）、ディレクター：十川利春
内容：同月1日に行われたBS-TBS開局10周年記念イベント「non-no 冬コレ♥ X'mas Special」の模様を放送。ファッションショー、ライブ、「non-noモデルオーディション2010」結果発表など。
- 『non-noコレクション2011』

放送日時：2011年5月29日(日) 17:00 - 18:24 / BS-TBS
出演：non-noモデル、山本裕典、溝端淳平、三浦翔平、大東俊介、矢野聖人、松島床汰、鈴木勝大、市川知宏、D☆DATE、AAA、森貴美子（MC）、杉山真也（MC、ナレーション）ほか
スタッフ：構成、演出、プロデューサー、総合PD（以上non-noTVと同じ）、ディレクター：河原昇吾、宮内羽純
内容：同月21日に行われた東日本大震災復興チャリティと創刊40周年を記念したイベント「チャリティnonコレ」の模様を放送。
- 『non−no春コレ2012 ノンノハルコレ』

放送日時：2012年4月21日(土) 13:00 - 13:54 /  BS-TBS
出演：non-noモデル、山本裕典、三浦翔平、松坂桃李、瀬戸康史ほか
内容：同年3月31日に行なわれた東日本大震災復興チャリティーファッションイベント「春コレ2012」の模様を放送。